# Sweetwater, Tennessee
Sweetwater är en ort i McMinn County, och Monroe County, i Tennessee. Vid 2010 års folkräkning hade Sweetwater 5 764 invånare.